# تابلوی نقاشی سنگ‌چشم و درخت خشک

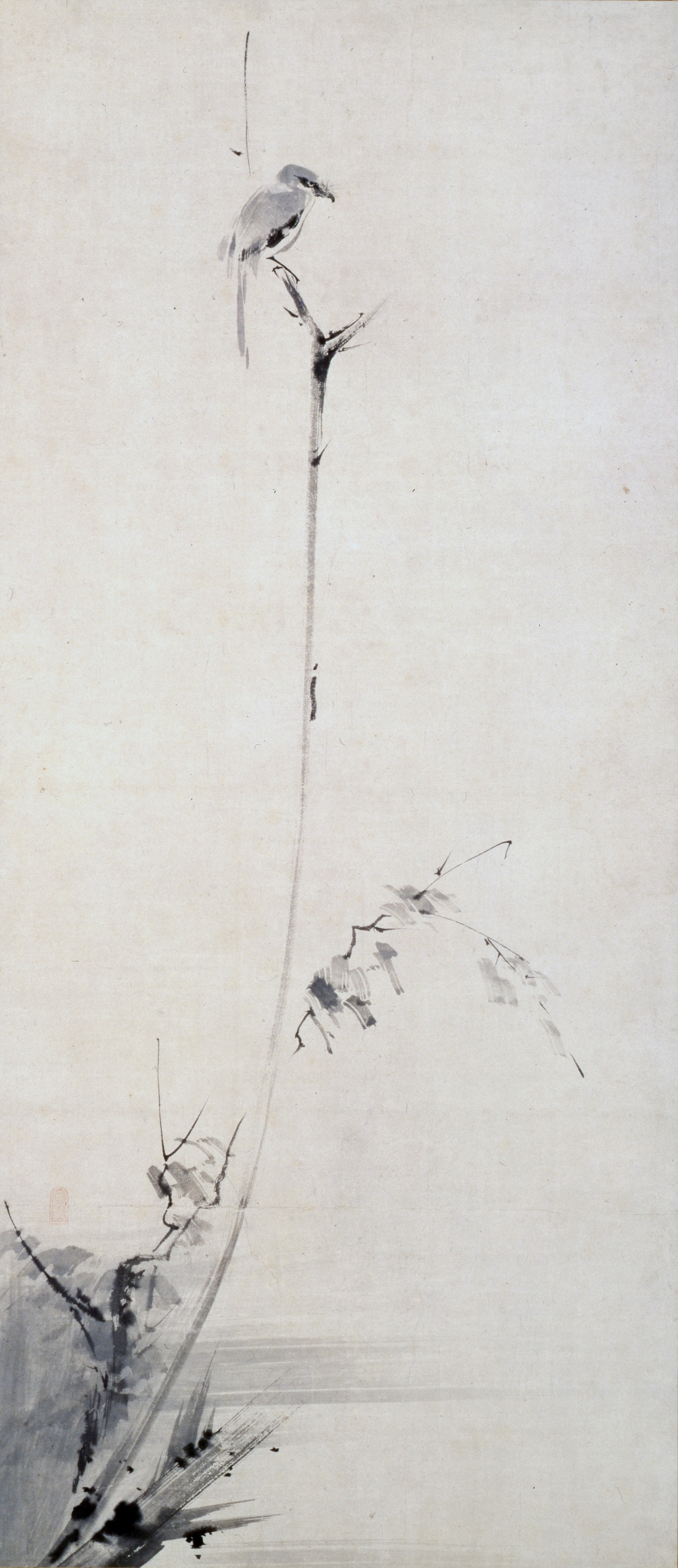

تابلوی نقاشی سنگ‌چشم و درخت خشک (به ژاپنی: 枯木鳴鵙図 こぼくめいげきず); یک نقاشی با جوهر اثر میاموتو موساشی در اوایل دوره ادو است. این اثر در موزه هنری یادبود کوبوزو ، ایزومی در استان اوساکا نگهداری می‌شود و یکی از آثار معرف خوشنویسی و نقاشی موساشی به‌شمار می‌رود. این اثر در سال ۱۹۳۵ میلادی به عنوان یکی از اموال فرهنگی مهم (ژاپن) ثبت شد.